# Tour Generali (Milan)
La tour Generali ou Torre Hadid est un gratte-ciel de 175 mètres construit en 2017 à Milan en Italie, elle est la deuxième tour du projet CityLife. Ce seront les locaux de Milan du groupe Generali.
Le 30 juin 2025, le panneau publicitaire Generali s'effondre partiellement sans faire de blessés.